# Suh Kyung-bae
Dans ce nom coréen, le nom de famille, Suh, précède le nom personnel Kyung-bae.
서경배
Suh Kyung-bae (en coréen : 서경배), né le 14 janvier 1963, est un homme d'affaires milliardaire sud-coréen. Il est président-directeur général d'Amore Pacific Corporation, une entreprise coréenne de cosmétiques fondée par son père Suh Sung-whan en 1945.

## Biographie

### Jeunesse et études
Suh Kyung-bae naît en Corée du Sud en 1963. Il obtient un Bachelor of business administration (BBA) auprès de l'Université Yonsei à Séoul et un MBA à la Samuel Curtis Johnson Graduate School of Management de l'Université Cornell dans l'état de New-York.

### Carrière
En 1997 Kyung-bae hérite de l'entreprise de son père et encadre son développement mondial. Selon Forbes, Amorepacific devient l'une des 100 entreprises les plus innovantes au monde.
En 2006, Kyung-bae reçoit la Légion d'honneur du gouvernement français. En 2015, il est sélectionné « Homme d'affaires de l'année » par le magazine Forbes Asia. En 2017, il est classé 2e PDG le plus performant d'Asie et 20e au monde par la Harvard Business Review et l'INSEAD Business School[réf. nécessaire].
Kyung-bae est marié, père de deux enfants et vit à Séoul.

### Œuvre caritative
En 2016, Kyung-bae crée la Fondation scientifique Suh Kyung-bae qui accorde des bourses aux scientifiques. Depuis 2017, elle a soutenu 14 scientifiques via des bourses allant de 1,5 à 2,5 milliards de wons.